# Gustaf Skördeman
Patrik Bengt Gustaf Skördeman, född 1965 i Nederkalix församling, är en svensk manusförfattare, regissör, producent och författare. Han har även medverkat i Stockholm Live.
Skördeman har även varit verksam som serieskapare och gav 1981–1990 ut seriefanzinet Steve Stainless.

## Filmografi

### Manus
- 1994 – Svensson Svensson (TV-serie)
- 1994 – Svensson Svensson
- 1995 – Rena rama Rolf
- 1992 – Rederiet
- 1999 – Nya tider
- 2000 – Ca. Lykkelig
- 2000 – Fem gånger Storm
- 2005 – Hemvärnets glada dagar
- 2007 – Ett gott parti
- 2007–2008 – Hjälp!

### Producent
- 2007–2008 – Hjälp!
- 2008–2010 –  Extra! Extra!
- 2009 – Parlamentet
- 2009–2010 – Cirkus Möller
- 2011 –  Karatefylla

### Regissör
- 2007-2008 - Hjälp!